# Buczacz
Buczacz (ukr. Бучач) – miasto w rejonie czortkowskim obwodu tarnopolskiego na Ukrainie, nad rzeką Strypą. Siedziba rejonu buczackiego w latach 1940–1941 oraz 1944–2020. Ośrodek przemysłu metalowego, spożywczego i paszowego. Leży w pobliżu drogi krajowej N18. Przez miasto przebiega droga terytorialna T2001. W mieście znajduje się stacja kolejowa.
Prywatne miasto szlacheckie lokowane w 1379 roku położone było w XVI wieku w województwie ruskim. W mieście są ruiny zamku, cerkiew obronna pw. św. Mikołaja z ok. 1610, liczne zabytki w stylu barokowym, m.in. ratusz, kościół parafialny (dawniej dekanalny), klasztor i cerkiew bazylianów, cerkiew Pokrowy, figury przydrożne św. Jana Nepomucena i Niepokalanego Poczęcia Marii Panny fundacji Mikołaja Bazylego Potockiego.

## Geografia

### Położenie
Buczacz – miasto nad rzeką Strypą – jest położony:
- administracyjnie – na Ukrainie Zachodniej, w południowej części obwodu tarnopolskiego.
- geograficznie – na terenie Opola, zachodniej części Wyżyny Podolskiej, cały obszar miasta częściowo chroniony od wiatrów północnych Wyżyną Brzeżańsko-Tarnopolską. Centrum miasta znajduje się w dolinie w kształcie kanionu.

### Dzielnice miasta
- Garwoniec
- Nagórzanka
- Korolówka
- Piwdennyj (Południowy)
- Tatarka

## Demografia
Miasto liczyło mieszkańców:
- 1877-1880[4][5][6][7]-1881– 8967[8]
- 1883-1884[9][10], 1889 – 9970[11]
- 1899[12]-1900 – 11096[12]
- 1905[13], 1908[14], 1910[15]-1911 – 11756[16]
- 1914 – 14786[17]
- 1926 – 7600[18]
- 1989 – 13 657[19]
- 2013 – 12 597[20]

## Historia

### Średniowiecze
Buczacz istniał już w XII w. Według Bartosza Paprockiego pierwsza historyczna wzmianka pochodzi z 1260 i dotyczy Gabriela Buczackiego – starosty kamienieckiego. Zdaniem Antoniego (Józefa Apolinarego) Rollego do rodziny Buczackich «Paprocki i Niesiecki dolepili kilku bajecznych protoplastów... Według nich głową rodziny miał być Gabryel kasztelan kamieniecki z r. 1260, więc chyba pod rządem tatarskim?.. Mikołaj został wojewodą podolskim także in partibus... W 1332 Buczacka wyszła za Piotra Gasztolda, namiestnika Olgierdowego na Podolu... Dotąd bajki...». Od połowy XIV wieku wraz z Rusią Czerwoną przynależał do Królestwa Polskiego.
Protoplasta Buczackich herbu Abdank Michał Awdaniec z Buczacza (zm. po 7 listopada 1394), wszedł w posiadanie Buczacza w drugiej połowie XIV w. Po uzyskaniu nadania, w roku 1373 ufundował, a 28 lipca 1379 r. ponowił akt pierwotnej fundacji miejscowego kościoła parafialnego oraz wybudował zamek. Zdaniem Andrzeja Janeczka miasto było lokowane przez Michała Awdańca, możliwie przekształcenia lokacyjne poprzedzały wydanie dokumentu donacyjnego. Okoliczności tej lokacji są nieznane, Buczacz został nazwany miastem w dokumencie fundacji kościoła parafialnego wydanym przez Michała Awdańca w 1379, a przekształcanie ośrodków grodowych w miasta prawa niemieckiego wyczerpało swoje cele już za panowania Władysława Jagiełły. Adam Smulski uważa, że Michał Awdaniec w 1393 uzyskał zgodę króla Władysława II Jagiełły na lokację miasta na prawie magdeburskim. Była to pierwsza lokacja tego typu na Ziemi Halickiej. W 1401 parafia rzymskokatolicka w Buczaczu została powiększoną dotacją Michała i Teodoryka Buczackich dziedziców na Buczaczu. Od nazwy miasta gałąź rodu Awdańców przybrała nazwę Buczackich.
W 1417 r. Dziersław Konopka herbu Bogoria sprzedał Buczacz Teodorykowi z Buczacza Jazłowieckemu. Syn Michała Awdańca Michał Mużyło Buczacki, wojewoda podolski od 1465 r., w 1427 r. uzyskał od Władysława II Jagiełły potwierdzenie tego nadania i przeniesienie swego rodowego Buczacza wraz z innymi posiadłościami (wsi Soroki i Żyznomierz w dystrykcie halickim oraz Olchowiec nad rzeką Koropcem w dystrykcie koropieckim) z prawa lennego na prawo polskie.

### I Rzeczpospolita
Buczacz w XIV – XVII w. stanowił ważną twierdzę nadgraniczną, powstrzymującą ataki Tatarów, Turków, Mołdawian, Kozaków. Napady Tatarów w XV w., a zwłaszcza Stefana III w 1498 r., znacznie zniszczyły miasto.
1500 rok to pierwsza znana data pojawienia się Żydów w Buczaczu.
Najpewniej ok. 10 września 1509 polskie wojsko, zebrane w rejonie Glinian, ruszyło w stronę Buczacza i dotarło tam przed 21 września.
W 1515 Buczacz ponownie został lokowany na prawie magdeburskim. Miasto było m.in. zasiedlone przez liczną społeczność żydowską.
W XVI w. miasto posiadało 41 łan. W 1580 odbudowano miejscowy zamek, który dwukrotnie bezskutecznie atakowali Tatarzy, w 1665 i 1667 r. W 1672 r. mimo starań Urszuli z Daniłowiczów Potockiej – żony ówczesnego właściciela Buczacza, wojewody bracławskiego Jana Potockiego – został zdobyty przez Turków i stał się czasową siedzibą Mahometa IV. Wówczas także samo miasto zostało zdobyte, złupione i spalone. 18 października 1672 r., po upadku Kamieńca Podolskiego i przegranej wojnie, król Michał Korybut Wiśniowiecki podpisał w Buczaczu haniebny traktat pokojowy z Turcją (tzw. traktat w Buczaczu), zrzekając się na części oddał województwa podolskie, bracławskie i południową część prawobrzeżnego województwa kijowskiego oraz zobowiązując się do płacenia rocznego haraczu. Na skutek traktatu, do 1683 r. połowa miasta (jeden brzeg rzeki) znajdowała się na terytorium tureckim. W 1687 r. w czasie wojny polsko-tureckiej na terenie Buczacza koncentrowały się wojska Jana III Sobieskiego. Na początku XVII w. miasto należało do wojewody ruskiego Stanisława Golskiego, po jego śmierci do brata, Jana Golskiego, kasztelana kamienieckiego, po śmierci Jana natomiast do wdowy po nim Zofii z Zamiechowa Golskiej, następnie zaś do Stefana Potockiego.
Żona wojewody bracławskiego Stefana Potockiego, Maria Mohylanka rozbudowała i wzmocniła zamek. Po napadzie Turków w 1676 r. ponownie odbudował go jej syn Jan Potocki.
19 października 1713 podskarbi wielki koronny Jan Jerzy Przebendowski uwolnił od opłaty pogłównego buczackich Żydów, którzy ucierpieli od Moskali.
W XVIII w. Buczacz był rezydencją Mikołaja Bazyliego Potockiego – starosty kaniowskiego, wojewodzica bełskiego, prawnuka Stefana Potockiego i Marii Mohylanki. Fundował on późnobarokowy kościół farny pw. Wniebowzięcia NMP, piękny rokokowy ratusz, oba według projektu Bernarda Meretyna i rzeźbiarza Jana Jerzego Pinsla, cerkiew Podniesienia Krzyża Świętego oo. Bazylianów z 1770 r., fundowaną pierwotnie w 1712 r. przez Stefana Aleksandra i jego żonę Joannę z Sieniawskich Potockich (1770), a także odremontował zamek, zniszczony przez Turków w 1676 r.

### Zabór austriacki (Habsburgowie, Austro-Węgry)

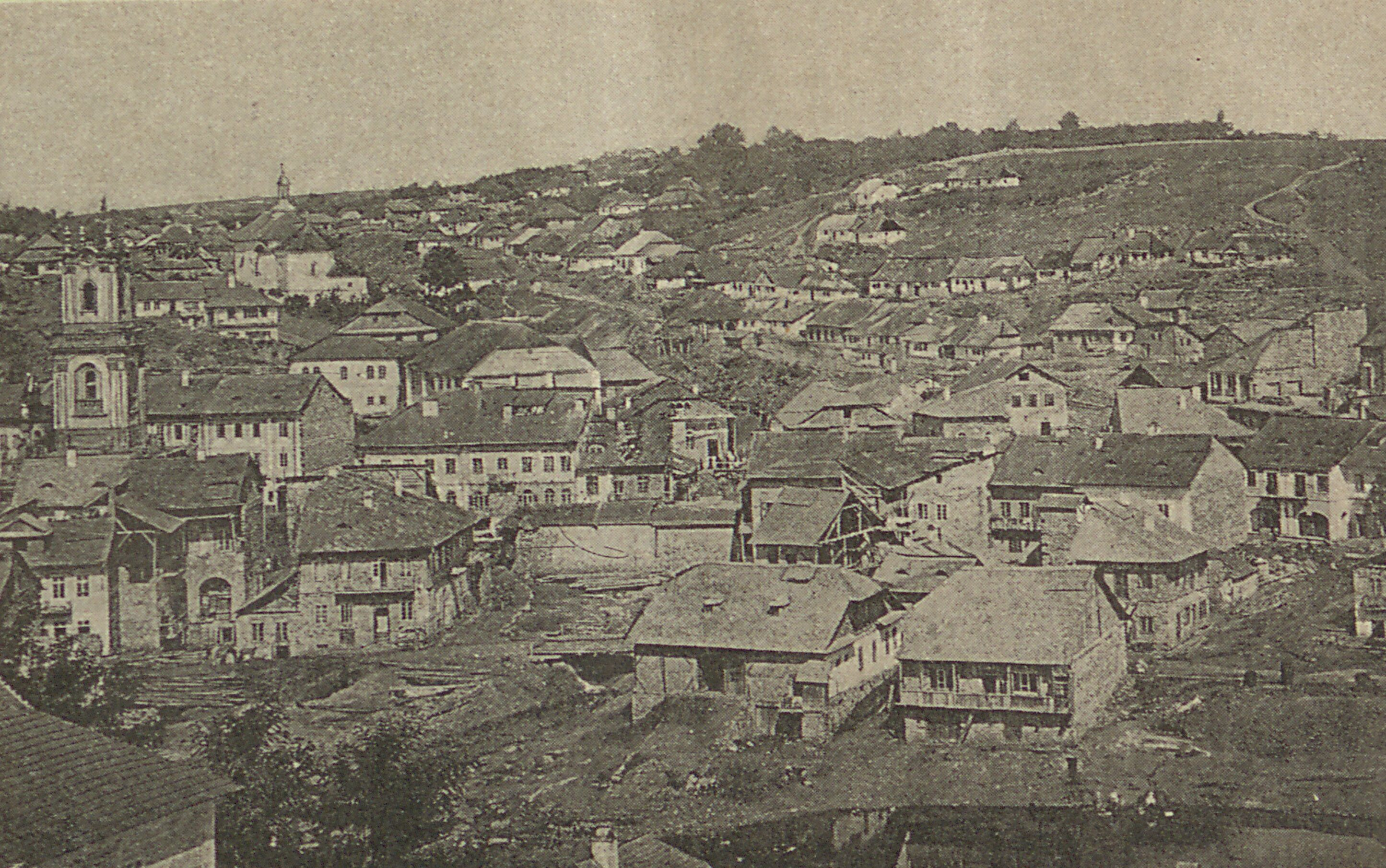
Widok miejscowości przed 1892

W 1772 w wyniku I rozbioru Polski staje się częścią Austrii.
Przez pewien czas Buczacz był miasteczkiem wchodzącym w skład obwodu, czyli cyrkułu stanisławowskiego.
W połowie XIX w. za sprawą Adam Potockiego i jego synów (m.in. Oskara) w mieście rozwinęło się rzemiosła tkackiego. Potocki sprowadził tkaczy i w manufakturach zwanych persjarniami, wytwarzano pasy kontuszowe  w technice taqueté façonné. Powstawały również makaty buczackie, tkaniny z lnu, bawełny, jedwabiu oraz materiał na żupany.  Makaty buczackie początkowo dekorowane były wzorami geometrycznymi na wzór makat wschodnich przez sprowadzonych przez Oskara tkaczy ormiańskich. Później pojawiły się stylizowane motywy roślinne przypominające wzory znane z pasów kontuszowych. Wyroby były zaprezentowane na  Powszechnej Wystawie Krajowej we Lwowie (1894). Jedną z makat z wystawy otrzymała arcyksiężna Maria Teresa Habsburg. Ozdoba trafiła do  pałacu Karola Ludwika w Wiedniu, znajdującego się przy Favoritenstrasse 7.  Na początku XX wieku manufakturę prowadził Artur Potocki (1843-1917) syn Adama. Wyroby manufaktury były sygnowane naszywkami z wytkanym herbem Pilawa Potockich i nazwą manufaktury „Buczacz”. Za czasów kierownictwa Artura obok herbu pojawiły się inicjały „A.P.”. Na Międzynarodowej Wystawie Sztuki Dekoracyjnej i Wzornictwa w Paryżu (1925) i Wystawie Powszechnej w Chicago (1933) makaty z „Pracowni Tkaniny Dekoracyjnej hr. Artura Potockiego w Buczaczu”, otrzymały złoty medal. Pracownia w Buczaczu działała do 1939 r.
W 1870 miasto przyjęło batalion obrony krajowej gdy inne miasta takiego przyjęcia odmówiły Przed 1871 była apteka. 8 czerwca 1885 odbyły się wybory do Rady Państwa VII kadencji z kurii miast Kołomyja – Buczacz – Śniatyn. W mieście działało ruskie (ukraińskie) towarzystwo polityczne „Narodna Rada” (m.in. w 1891). W 1893 powstaje C.K. Gimnazjum Państwowe Męskie.
Od 1897 działa oddział Towarzystwa Ludoznawczego założony przez polskiego profesora gimnazjalnego Ludwika Młynka. Działały Towarzystwo polskich mieszczan Ognisko, powiatowy ośrodek Towarzystwa Szkoły Ludowej, który wchodził w skład Stanisławowskiego związku okręgowego, polskie Stowarzyszenie polityczne „Równość”. W grudniu 1900 wybory do Rady Państwa w Wiedniu X kadencji z kurii wiejskiej odbyły się w Buczaczu pod osłoną oddziału ułanów.
W 1904 r. powstaje miejscowe Seminarium nauczycielskie żeńskie. Z fundacji Katarzyny Plattnerowej powstała tutaj Bursa im. Adama Mickiewicza. W 1906 była epidemia tyfusu oraz szkarlatyny.

### I wojna światowa
Na początku I wojny światowej rosyjskie wojsko i pożar zniszczyły Buczacz w dwóch trzecich. Część zabytkowego centrum miasta prawie całkowicie została zniszczona podczas ostrzału przed Ofensywą Brusiłowa w czerwcu 1916 roku, którego wojska zajęły miasto. Wojska austro-węgierskie wyparły Rosjan z Buczacza w 1917 r.

### Zachodnioukraińska Republika Ludowa
Po zakończeniu I wojny światowej, od listopada 1918 r. do 4 czerwca 1919 Buczacz znajdował się w Zachodnioukraińskiej Republice Ludowej. 2 czerwca 1919 r. w klasztorze Bazylianów odbyło się spotkanie władz ZURL, w którym wzięli udział prawie wszyscy przywódcy ZURL, m.in. prezydent Jewhen Petruszewycz, sekretarze stanu, generałowie Mychajło Omelianowycz-Pawlenko i Ołeksandr Hrekow, pułkownik Wiktor Kurmanowycz i inni dowódcy Ukraińskiej Armii Halickiej (UHA).
4 czerwca 1919 miasto zostało zajęte przez polską 4 Dywizji Piechoty. Podczas ofensywy czortkowskiej miasto znalazło się ponownie w Zachodnioukraińskiej Republice Ludowej przez krótki czas (od 10 czerwca) do końca czerwca 1919.

### II Rzeczpospolita
Od lipca 1919 r. Buczacz należał do Polski. Na krótko, od 10 sierpnia do 15 września zdobyła go Armia Czerwona. Jego przynależność do Polski potwierdzono w 1923 r. W II Rzeczypospolitej miasto powiatowe w województwie tarnopolskim.
W 1923 przez miejscowe Koło TSL założone zostały prywatne kursy Seminarium żeńskiego jako szkoła społeczna z zamiarem przekształcenia jej na zakład pełny.
Podczas wyborów do Sejmu w 1928 miasto wchodziło w skład okręgu wyborczego Nr 54 Tarnopol.
W mieście działały drukarnia S. Haldberga, m.in. w 1928–1930, bursa Towarzystwa Szkoły Ludowej im. Bartosza Głowackiego. W październiku 1937 w mieście odbyło się walne zgromadzenie koła TSL, w którym uczestniczył prezes Związku okręgowego kół dr Henryk Orliński z Tarnopola, senator w latach 1922–1927. Do składu nowego zarządu wszedł m.in. Zdzisław Janicki jako przewodniczący TSL w powiecie buczackim. 11 listopada 1937 w Buczaczu został poświęcony Dom Strzelecki im. Józefa Piłsudskiego.
Na początku lat 20. XX wieku Żydzi stanowili 60% mieszkańców miasta, Polacy – 25%, a Ukraińcy – 15%. Około 1929 miasto liczyło 7517 mieszkańców.

### Pierwsza okupacja sowiecka
Podczas II wojny światowej, 18 września 1939 r. został zajęty przez ZSRR i przyłączony do Ukraińskiej SRR. We wrześniu 1939 r. rozpoczęły się represje władz radzieckich i NKWD wobec, w szczególności, polskich i ukraińskich liderów społecznych i nauczycieli. W kwietniu 1940 r. zostali rozstrzelani m.in.: Polak-nauczyciel Wincenty Urbański, Ukraińcy Ostap Sijak i adwokat dr Mychajło Hryniw.

### Okupacja niemiecka
Armia Czerwona wycofała większość swoich oddziałów z miasta już 1 lipca 1941. Ostatni sowiecki oddział opuścił Buczacz 5 lipca po wymianie ognia z 30-osobową bojówką OUN (jeden ouenowiec został ranny). Następnego dnia do miasta wkroczyła niemiecka 101 Dywizja Piechoty Lekkiej stwierdzając, że znajduje się ono już w rękach Ukraińców. W następnych dniach przez Buczacz przechodziły oddziały niemieckie, węgierskie i słowackie, podczas gdy władzę w mieście sprawowała ukraińska milicja w sile około 100 osób, początkowo pod dowództwem Tadeja Kramarczuka i Andrija Dańkowycza oraz przedstawiciela OUN Myrona Hanuszewskiego. Pod koniec lipca 1941 dowództwo nad milicją przejął Wołodymyr Kaznowski. Według relacji żydowskich milicja (zwana także "Siczą") rozpoczęła prześladowania Żydów. Byli oni wykorzystywani do różnych prac, w tym na potrzeby wojska niemieckiego, rabowano ich a także zabijano. W połowie lipca milicja i Gestapo dokonały egzekucji co najmniej 40 osób (Żydów, Polaków i Ukraińców) uznanych za "politycznie niebezpiecznych". Według innej wersji na przełomie lipca i sierpnia 1941 funkcjonariusze Sicherheitspolizei rozstrzelali około 60 osób aresztowanych do tej pory przez milicję, głównie Polaków, którzy pełnili różne funkcje w sowieckiej administracji. Z kolei encyklopedia "Chołokost na tierritorii SSSR" mówi o egzekucji 60 Żydów jako "sowieckich działaczy". W sierpniu 1941 Niemcy rozwiązali milicję i powołali na jej miejsce ukraińską policję.
Ukraińska policja (według innej wersji milicja) asystowała Niemcom przy egzekucji około 400 Żydów na górze Fedor w pobliżu Buczacza w dniach 26-27 sierpnia (według innej wersji 25 sierpnia) 1941.
Pod okupacją niemiecką w Polsce pozbawiony praw miejskich, został siedzibą gminy Buczacz.
W połowie 1942 r. Niemcy utworzyli w Buczaczu getto dla ludności żydowskiej, po czym przystąpili do stopniowej jej eksterminacji. W dwóch deportacjach – 5 października i 27 listopada 1942 do obozu śmierci w Bełżcu wywieziono łącznie 3100 Żydów. 2 lutego 1943 Niemcy siłami SD z Czortkowa, żandarmerii z Buczacza i Ukraińskiej Policji Pomocniczej, przeprowadzili największą akcję likwidacyjną w getcie. Żydów wyganiano z domów i zapędzono w okolice góry Fedor, gdzie znajdowało się miejsce egzekucji. Zabito od 1,3 do 2,4 tysiąca Żydów. Podobne akcje przeprowadzano jeszcze kilkakrotnie. Łącznie ocenia się, że w Buczaczu i okolicach w 14 mogiłach pochowanych jest 9,2–10,2 tys. Żydów, ofiar Holokaustu.

### Ukraińska Socjalistyczna Republika Radziecka
W lipcu 1944 r. zajęty przez Armię Czerwoną, a następnie włączony do Ukraińskiej SRR. W latach 1945–1946 ekspatriowano z terenów dawnego powiatu buczackiego 31 355 Polaków i 239 Żydów.
Po wysiedleniu ludności polskiej w 1945 r. komunistyczne władze ukraińskie zamknęły kościół Wniebowzięcia Najświętszej Maryi Panny i umieściły w nim magazyn artykułów żelaznych, a następnie zboża. Z kościelnej krypty wyrzucono kości Potockich (obecnie pochowane są na miejscowym cmentarzu).
Począwszy od 1970 r. trwała przebudowa centralnej części miasta, podczas której zburzono pomnik Lenina.
W 1991 kościół Wniebowzięcia Najświętszej Maryi Panny został zwrócony rzymskim katolikom. Duże zasługi w ratowaniu świątyni i jej odrestaurowaniu położył polski duchowny związany z Tarnopolszczyzną – ks. Ludwik Rutyna.

### Ukraina

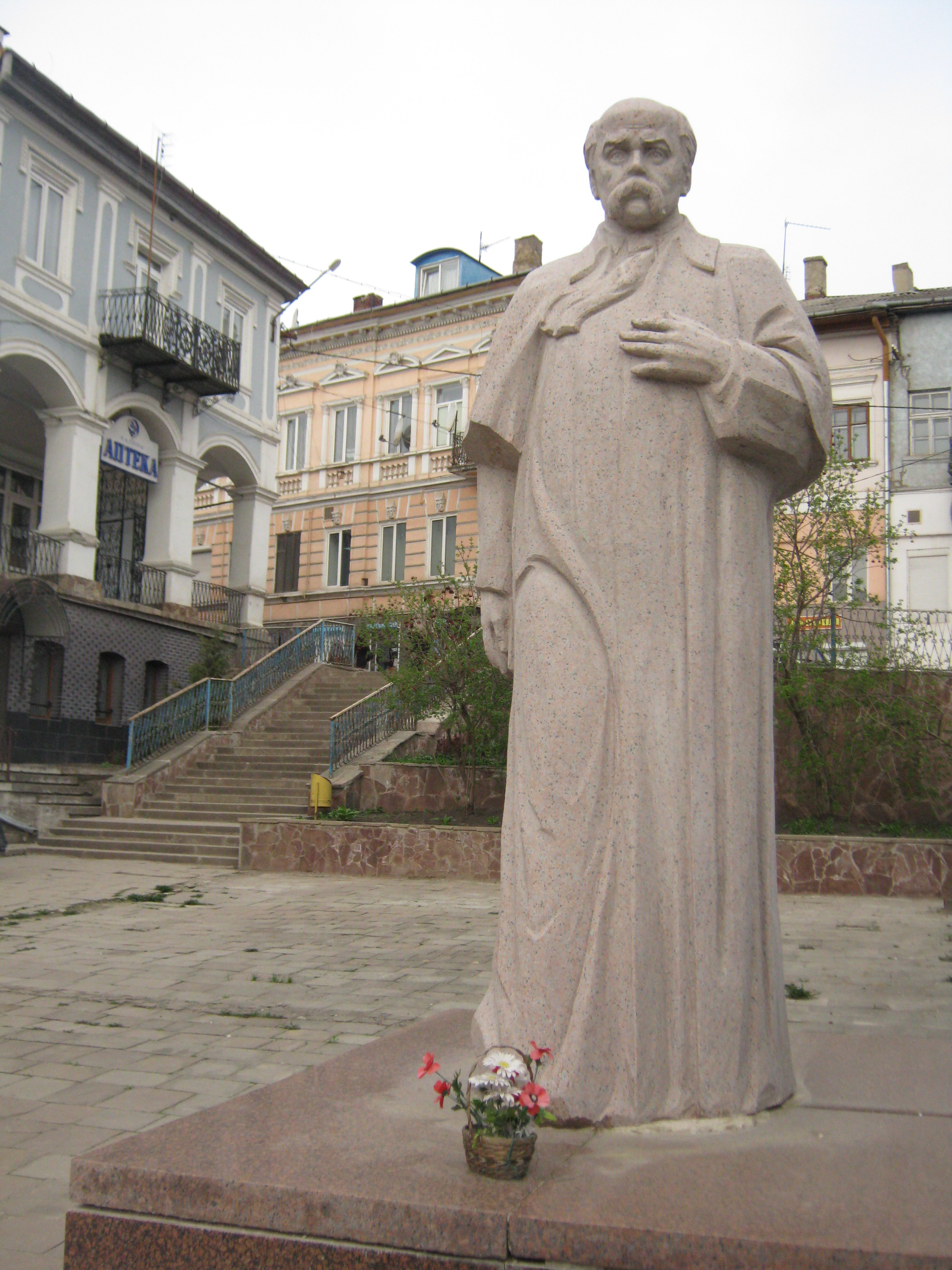
Pomnik Tarasa Szewczenki, 2016

Od 24 sierpnia 1991 r. miasto znajduje się na terenie niepodległej Ukrainy. 24 sierpnia 1991 lwowski biskup pomocniczy Marcjan Trofimiak ponownie poświęcił miejscowy kościół parafialny pw. Wniebowzięcia Najświętszej Marii Panny w Buczaczu oraz odprawiono w nim pierwszą Mszę Świętą.
W mieście znajduje się wybudowany w 2007 roku z inicjatywy mieszkańców pomnik Stepana Bandery.

## Zabytki
- cerkiew obronna pw. św. Mikołaja z 1610 r.;
- cerkiew pw. Opieki Matki Boskiej (Pokrowska) z 1764 r.[80]
- cmentarz miejski
- cmentarz żydowski
- figura Niepokalanego Poczęcia Marii z 1751 r.[81], przy skrzyżowaniu ul. W. Stusa i ul. Chmielnickiego
- figura św. Jana Nepomucena z 1750 r.[81], między ul. Strypną a ul. Hruszewskiego, w kierunku Podzameczku[82]
- klasztor i cerkiew bazylianów pw. Podwyższenia Krzyża Świętego z 1770 roku, ufundowana w miejscu kościoła pw. Św. Krzyża dominikanów w 1712 r. przez Stefana Aleksandra Potockiego, z portretem fundatora – syna Mikołaja B. Potockiego
- kościół parafialny pw. Wniebowzięcia Najświętszej Marii Panny
- ratusz w Buczaczu w stylu barokowym
- zamek w Buczaczu – nad rzeką Strypą w końcu XIV w. wybudowano na trójkątnym cyplu zamek obronny, który należał do rodów Buczackich, Golskich i na początku XVII wieku do Potockich herbu Złota Pilawa. Najstarsza część zamku od strony północnej (wymurowanego z jasnego i czerwonego piaskowca na zaprawie wapiennej) jest pozostałością założenia średniowiecznego. Po przejściu zamku w ręce Potockich, żona Stefana Potockiego, Maria Mohylanka rozbudowała i wzmocniła warownię o część południową z dwiema wielkimi półkolistymi bastejami od wschodu i zachodu, które flankowały załamująca się kurtynę południową. Mury tej części dochodzą do dzisiaj do 4 m grubości. Strzelnice umieszczone w bastejach do prowadzenia ognia krzyżowego zlokalizowano na kilku kondygnacjach. Na murach obronnych od wewnątrz widoczne są do dzisiaj kamienne wsporniki, dźwigające dawniej drewniane ganki strzelnicze. Wewnątrz obwodu zamkowego od strony wschodniej, zbudowano budynek renesansowy z krużgankami. Mieściła się w nim także brama wjazdowa na wysokości I piętra z mostem zwodzonym i pochylnią. Dzięki tym modyfikacjom, zamek odparł liczne najazdy kozackie, tatarskie, tureckie i moskiewskie. W czasie wojny z Turcją, w 1676 r. zdobyli go i zniszczyli Turcy. Wzmianki z 1784 roku mówią o tym, że zamek został jednak odbudowany przez Jana Potockiego. Jednak w owym okresie był on już opuszczony. W 1772 r. trafił do zaboru rosyjskiego, a w XIX wieku zabudowania zamku zaczęto sukcesywnie rozbierać na materiał budowlany, przez co do dzisiaj przetrwały tylko części murów południowych i wschodniej bastei, a także fragmenty pałacu z ciosami piaskowcowymi na narożach i z otworami okien. Ruiny zamku znajdują się na wzniesieniu 200 m od kościoła Wniebowzięcia NMP (dojście ul. Zamkową).
- źródło Jana Sobieskiego, odnowione w lipcu 2016 r.[83]

## Muzea
- Muzeum Agrocollege w Buczaczu[84]

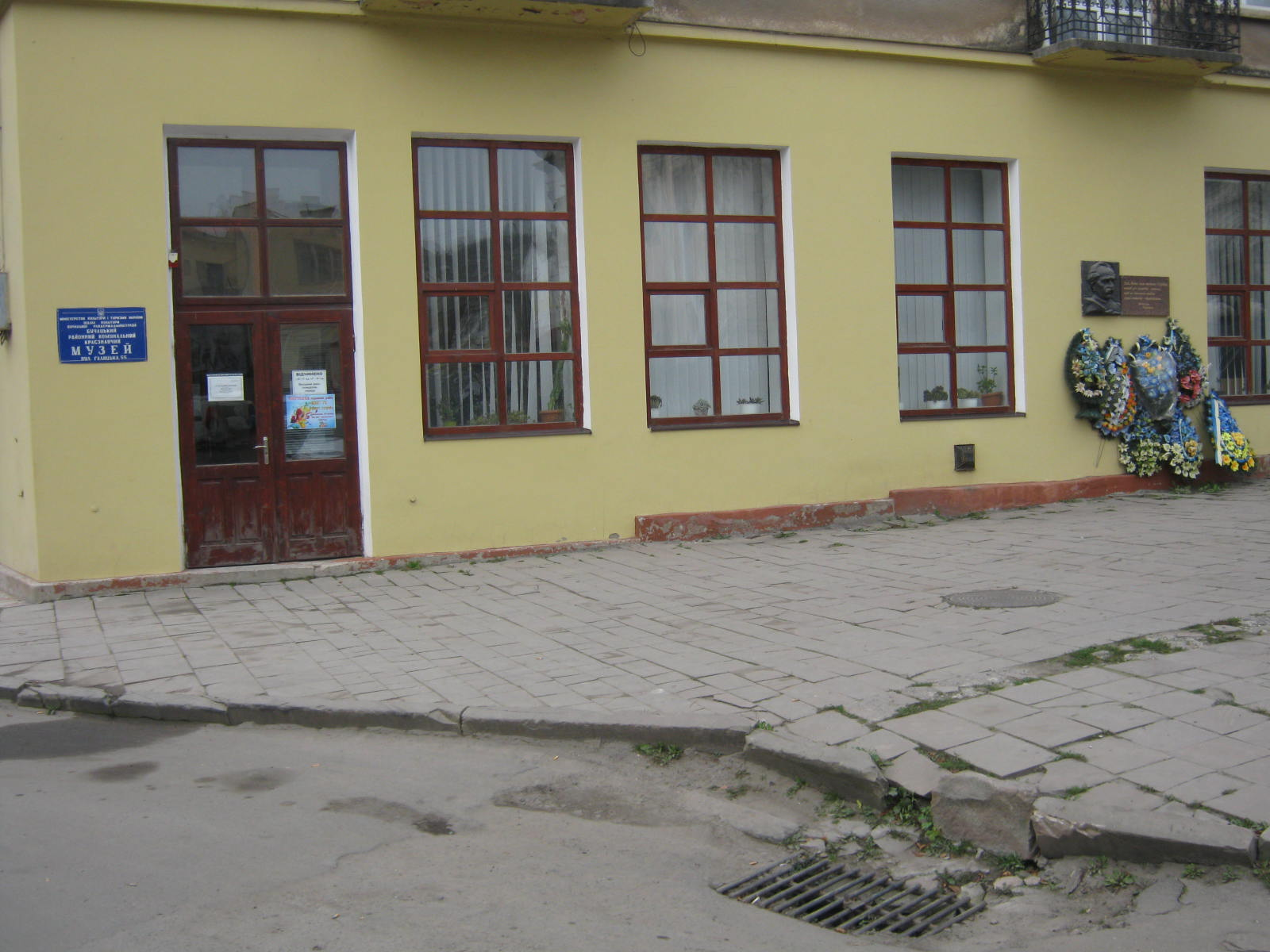
Fasada Rejonowego Muzeum Krajoznawczego w Buczaczu, 2013

- Rejonowe Muzeum Krajoznawcze w Buczaczu
- Muzeum Wiaczesława Czornowiła
- Publiczne Muzeum Towarzystwa Memoriał im. Wasyla Stusa

## Edukacja
Dawniej (m.in. w 1839–1855) w mieście działały c.-k. Hauptschule, szkoła miejska.
Obecnie w mieście są gimnazjum im. W. Hnatiuka, liceum, kilka szkół, Instytut Zarządzania i Audytu, szkoła zawodowa PTU Nr 26. Dawniej w mieście rezydował agrocollege.

## Gospodarka
Zakład leśniczy, obróbka metali, przetwórstwo spożywcze, fabryka serów (produkuje też mleko w proszku, laktozę), Galicia Distillery (produkcja – koniak TM Buczacz), elektrownia wodna, cukrownia (jest zamknięta od sezonu 2013), fabryka konserw (jest zamknięta), destylarnia (jest zamknięta).

## Transport
Transport drogowy
Buczacz jest węzłem transportowym rejonu buczackiego. Wcześniej przez miasto przechodziła droga krajowa N18 (obecnie obok miasta), przechodzi droga terytorialna T 2001, od miasta zaczyna się droga terytorialna T 2006 oraz droga miejscowa prowadząca przez Potok Złoty do wsi Niezwiska na prawym brzegu Dniestru.
Transport kolejowy
Buczacz – pasażersko-towarowa stacja kolejowa jest w zarządzaniu Tarnopolskiego transportu kolejowego Kolei Lwowskiej. Końcowa stacja na linii Biała Czortkowska – Buczacz. Na obszarze dawnej przedmiejskiej wsi Nagórzanka znajduje się tunel z 1884.

## Religia
Obecnie w mieście są:
- parafia rzymskokatolicka
- parafie greckokatolickie
- parafie Ukraińskiego Kościoła Prawosławnego Patriarchatu Kijowskiego
- parafie Ukraińskiego Autokefalicznego Kościoła Prawosławnego
- Adwentyści
- Wszechukraiński Związek Stowarzyszeń Ewangelicznych Chrześcijan Baptystów
- Świadkowie Jehowy (dwa zbory)[91]

## Współpraca międzynarodowa
- Złotoryja – Polska[92]
- Kazimierza Wielka – Polska[93]

## Sport

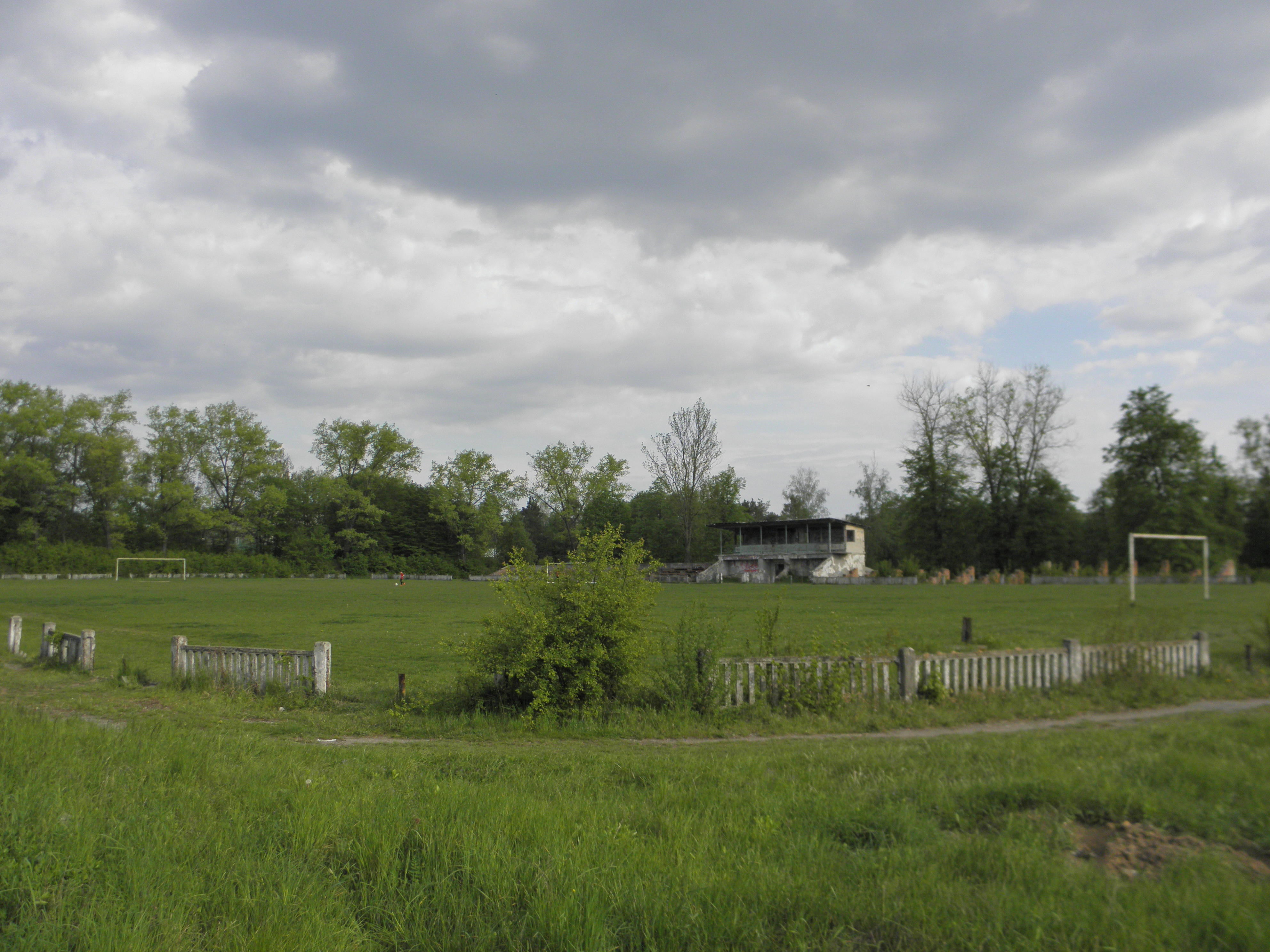
Stary stadion „Kołos” w Buczaczu, maj 2016

Zbudowany przez władzę radziecką zadaszony 25m sportowy basen pływacki obecnie znajduje się w stanie ruiny. W mieście znajdują się dwa stadiony, jeden z nich w stanie ruiny.
- Pogoń Buczacz – polski klub piłkarski.
- Kołos Buczacz – ukraiński klub piłkarski.

## Urodzeni w Buczaczu
- Jan Adamski – polski aktor teatralny, filmowy i telewizyjny, także pisarz (prozaik)
- Samuel Agnon – prozaik izraelski. Laureat Nagrody Nobla w dziedzinie literatury
- Emilian Czechowski – podkomisarz Policji Państwowej[94]
- Michał Czepita – malarz[95]
- Adolf Inlender – dziennikarz, działacz socjalistyczny, autor Illustrierter Führer auf den k.k. Österr. Staatsbahnen für die Strecken... (niem.)
- ks. Tytus Teodozy Hałuszczyński – superior bazylianów, rektor Greckokatolickiego Seminarium Generalnego we Lwowie
- Szaje Hecht – doktor prawa[96]
- Włodzimierz Mendlowski – doktor wszech nauk lekarskich[97]
- Osyp Nazaruk – ukraiński działacz społeczny i polityczny, doktor praw, znany adwokat, pisarz, dziennikarz i publicysta
- Władysław Ostrowski (1883–?) – polski inżynier, poseł na Sejm Rzeczypospolitej Polskiej I kadencji[98]
- Leopold Pamuła – polski dowódca wojskowy, ppłk pilot WP, autor pierwszego podczas II wojny światowej zestrzelenia taranowego
- Adam Potocki (1804–1890) – polski hrabia, właściciel Buczacza[99], c.k. podkomorzy major wojsk austriackich, założyciel wytwórni makat buczackich
- Ihor Pyłatiuk – ukraiński skrzypek oraz pedagog, rektor Lwowskiej Narodowej Akademii Muzycznej
- Emanuel Ringelblum – polski historyk żydowskiego pochodzenia, polityk i działacz społeczny
- Tomasz Kazimierz Rybotycki – oficer dyplomowany piechoty Wojska Polskiego, wydawca i księgarz w Anglii, kontynuator działalności Wydawnictwa Polskiego R. Wegnera
- Jakub Salicki – tytularny generał brygady Wojska Polskiego[100]
- Zdzisław Sieczkowski – polski legionista, podpułkownik piechoty Wojska Polskiego II RP
- Bernard Stern – burmistrz Buczacza, poseł do Rady Państwa
- Szymon Wiesenthal – żydowski działacz, inżynier architekt, tropiciel hitlerowskich zbrodniarzy wojennych
- Władysław Zych – polski paleontolog i geolog, profesor, żołnierz AK

## Ludzie związani z Buczaczem
- Dawid Buczacki – polski szlachcic, wojewoda podolski, starosta generalny podolski, podkomorzy halicki
- Jakub Buczacki – polski szlachcic, sekretarz królewski, proboszcz lubelski, biskup płocki
- Michał Buczacki – polski szlachcic, wojewoda podolski, kasztelan halicki
- Mikołaj Buczacki-Tworowski – polski szlachcic, dziedzic Buczacza, wyznawca kalwinizmu, starosta barski, podkomorzy kamieniecki.
- Artur Cielecki-Zaremba – polityk, poseł, działacz społeczny
- Hermann von Colard – austro-węgierski generał piechoty[101]
- Czesław Ćwiąkalski – ojciec prokuratora generalnego dra Zbigniewa Ćwiąkalskiego przez jakiś czas mieszkał w Buczaczu[102].
- Bedi Paweł Doszla – burmistrz Buczacza[103]
- Mieczysław Gębarowicz – polski uczony i humanista, historyk sztuki
- Stanisław Gromnicki – polski duchowny rzymskokatolicki, prałat, kaznodzieja, działacz społeczny
- Wołodymyr Hnatiuk – ukraiński etnograf, folklorysta, językoznawca, literaturoznawca, krytyk, tłumacz, działacz społeczny
- Gotfryd Hoffman – śląski architekt
- Wiktor Hrebeniowśkyj – ukraiński muzyk, fotograf, naczelnik organizacji społecznej Buczacz-ART[104]
- Jerzy Janicki – polski pisarz, dramaturg, dziennikarz, scenarzysta radiowy i filmowy
- Wincenty Kałuski herbu Rogala – doktor praw, urzędnik, major piechoty Wojska Polskiego, ofiara zbrodni katyńskiej
- Seweryn Kuliczkowski – starosta powiatowy w Buczaczu, m.in. w 1926[18]
- Edward Krzyżanowski – lekarz miejski, balneolog, autor dzieł medycznych, działacz społeczny, zastępca marszałka powiatowego
- Eustachy Stanisław Krzyżanowski – dr praw, adwokat[105]
- Stanisław Matuszewski – burmistrz Buczacza (m.in. w latach 1938[106], 1939[107])
- Jan[108] Mądry – inspektor szkolny, przewodniczący Rady szkolnej powiatowej w Buczaczu (m.in. w 1933)[109]
- Maria Mohylanka – żona Stefana Potockiego, dziedziczka Buczacza, córka Jeremiego Mohyły – hospodara mołdawskiego
- Antoni Opolski – polski fizyk, specjalista w astronomii i astrofizyce, rektor WSP w Opolu, ob. UO
- Antoni Osiński – rzeźbiarz i snycerz barokowy[110]
- Jan Padlewski – magister, kierownik 7-klasowej szkoły męskiej im. A. Mickiewicza w Buczaczu w 1933[111]
- Jarosław Padoch – ukraiński prawnik, działacz społeczny, członek rzeczywisty Towarzystwa Naukowego im. Szewczenki
- Jan Jerzy Pinzel – rzeźbiarz i snycerz barokowy działający na terenie Polski, w Buczaczu znajdowała się jego pracownia
- Artur Marya Kazimierz Potocki[112] (1893, Monachium–1974, Bajonna), syn Artura i Marii Młodeckiej h. Półkozic[113], ostatni właściciel wytwórni makat buczackich do 1939 r.[114]
- Stefan Potocki – wojewoda bracławski, dziedzic miasta, mąż Marii Mohylanky
- Stefan Aleksander Potocki – dziedzic miasta, fundator greckokatolickiego klasztora Bazylianów w Buczaczu
- Leon Potocki – wraz z ojcem odwiedził miasto, dziedzic ks. Paweł Potocki miał zamiar odpisać jemu Buczacz pod warunkiem, że zostanie księdzem[115].
- Ludwik Rutyna – polski duchowny rzymskokat., działacz kresowy. Proboszcz w Buczaczu, odbudował z ruin tutejszego kościoła
- Petro Sawczuk – ukraiński trener piłkarski
- Krzysztof Strzemeski – polski szlachcic, wojownik
- Stanisław Tabisz – absolwent gimnazjum w Buczaczu, major WP, adwokat, działacz ruchu ludowego, komendant Państwowego Korpusu Bezpieczeństwa.
- Marcin Twardowski – „snycerz mikuliniecki”
- Jan Tworowski – polski szlachcic, hetman nadworny koronny w 1509, hetman polny koronny w latach 1509–1520
- Wincenty Urbański[116] – polski nauczyciel[117], opracował «Przewodnik po powiecie buczackim»[118]
- Wilhelm Habsburg (Wasyl Wyszywany) – austriacki arcyksiążę z rodu Habsburgów, ukraiński emigracyjny działacz polityczny
- Hieronim Wierzchowski – poseł do Rady Państwa w Wiedniu[119] z kuryi powszechnej okr. Nr 13 Stanisławów, Tłumacz, Buczacz, Rohatyn, Podhajce[120].

### Sprawiedliwi wśród Narodów Świata (ratujący Żydów w Buczaczu)
- Józefa Baran[121]
- Adolf i Halina Capfowie[122]
- Wołodymyr Czajkowski[123][124]
- Michał Kozak[125]
- Karola Lehka i jej córki: Helena (po mężu Osipenkowa), Kazimiera (po mężu Semeniuk) i Józefa (po mężu Krutnik)[126]
- Helena Paluch, Mieczysław Paluch (syn) i Henryk Sroka (wnuk)[127]
- Jewhenij i Julija Synenkowie[128][129][130]
- Mańko i Maryna Świerszczakowie[131][132]

## Obywatele Honorowi miasta Buczacza
- Edward Krzyżanowski – zastępca marszałka powiatowego, obywatel honorowy miast Buczacza, Jazłowca
- Jan Lewicki – inspektor szkół średnich, c. k. radca namiestnictwa[133]
- Andrzej Kazimierz Potocki – obywatel honorowy Nowego Sącza, Sokala, Złoczowa[134]
- Józef Schenk – sędzia, c.k. rzeczywisty radca
- Emil Schutt – radca namiestnictwa, starosta emeryt, obywatel honorowy miast Buczacza, Jaworowa